# Ulrich Vosgerau
Ulrich Vosgerau (* 1974 in Pinneberg) ist ein deutscher Jurist. Prominenz erlangte er während der Flüchtlingskrise 2015 durch die Prägung des Schlagworts Herrschaft des Unrechts und durch seine Teilnahme am Treffen von Rechtsextremisten in Potsdam 2023.

## Leben
Nach dem Abitur 1994 und dem Grundwehrdienst 1994 bis 1995 studierte Vosgerau Rechtswissenschaften an der Universität Passau und der Universität Freiburg im Breisgau. Er war Stipendiat der Studienstiftung des deutschen Volkes. Nach der ersten Juristischen Staatsprüfung in Freiburg absolvierte er ein Referendariat beim Kammergericht Berlin und der Hochschule für Verwaltungswissenschaften in Speyer, es folgte die Zweite Juristische Staatsprüfung in Berlin 2003. In den Jahren 2003 bis 2006 arbeitete er als Rechtsanwalt in Berlin und promovierte bei Thomas Würtenberger. Seit 2006 war er wissenschaftlicher Mitarbeiter am Seminar für Staatsphilosophie und Rechtspolitik an der Universität Köln bei Otto Depenheuer, von 2007 bis 2015 Akademischer Rat.
Mit der Habilitation 2012 erhielt er die Lehrbefugnis für die Fächer Öffentliches Recht, Völker- und Europarecht, Allgemeine Staatslehre und Rechtsphilosophie. Vosgerau hatte Lehrstuhlvertretungen an der LMU München und den Universitäten Hannover, Passau und Halle-Wittenberg inne. Von 2006 bis 2018 lehrte er als Privatdozent an der Universität zu Köln u. a. über Grundrechte und Staatsorganisationsrecht. Zwischen 2018 und 2024 ließ er sich von seiner Lehrverpflichtung befreien. Forderungen nach einem Entzug des Titels, unter anderem durch den Allgemeinen Studierendenausschuss (AStA) der Universität, wurden durch die Rechtswissenschaftliche Fakultät geprüft; im Ergebnis sah diese „keinerlei Veranlassung, die Lehrbefugnis und damit den Status Privatdozent zu entziehen.“ Mit Wirkung zum 1. Oktober 2024 hat Vosgerau seine Privatdozentur aufgegeben.

## Tätigkeit als Anwalt
Er vertrat vor dem Bundesverfassungsgericht als Prozessbevollmächtigter die AfD-Bundestagsfraktion im Verfahren zur Grenzöffnung für einreisende Asylbewerber. 2024 vertrat er als Strafverteidiger den Vorsitzenden der AfD Thüringen Björn Höcke, der sich wegen Verwendens von Kennzeichen einer ehemaligen nationalsozialistischen Organisation vor dem Landgericht Halle verantworten musste.
Im Oktober 2024 distanzierte sich die Vereinigung der Deutschen Staatsrechtslehrer von Vosgerau; dabei stand die Teilnahme am Potsdamer Treffen mit Rechtsextremisten 2023 im Vordergrund.
Vosgerau vertrat im Juni 2025 neben den Rechtsanwälten Laurens Nothdurft und Fabian Walser die Compact-Magazin GmbH im Verfahren vor dem Bundesverwaltungsgericht um das von Bundesinnenministerin Nancy Faeser verfügte Verbot des Unternehmens nach dem Vereinsrecht.

## Politische Ansichten
Vosgerau ist Mitglied der CDU und der Friedrich A. von Hayek-Gesellschaft. Während der Flüchtlingskrise 2015 kritisierte er Bundeskanzlerin Merkel. Mit dem Aufsatz Herrschaft des Unrechts in der Zeitschrift Cicero prägte er im Dezember 2015 einen Begriff, den der bayerische Ministerpräsident Horst Seehofer im Februar 2016 aufgriff und Merkel vorwarf.
Vosgerau war einer der Vorsitzenden des Kuratoriums der Desiderius-Erasmus-Stiftung, einer parteinahen Stiftung der Alternative für Deutschland. Für Partei und Stiftung tritt Vosgerau auch als Vortragsredner auf.

## Treffen in Potsdam und gerichtliche Auseinandersetzungen
Vosgerau nahm am 25. November 2023 am Treffen von Rechtsextremisten in Potsdam teil, zusammen mit Vertretern von AfD, Werteunion, der Identitären Bewegung und Unternehmern. Vosgerau referierte dabei über Probleme der Briefwahl. Die Offenlegung des Treffens durch das Recherchezentrum Correctiv im Januar 2024 löste deutschlandweit Proteste aus. Laut Correctiv sollen Pläne einer Vertreibung von Millionen Migranten aus Deutschland, auch solcher mit deutscher Staatsangehörigkeit, Gegenstand der Unterredungen gewesen sein.
Gegen die Berichterstattung reichte Vosgerau vor dem Landgericht Hamburg einen Antrag auf Erlass einer einstweiligen Verfügung ein. Darin bekräftigten neben Vosgerau sechs weitere Teilnehmer durch eidesstattliche Versicherungen, dass Correctiv „in entscheidender Hinsicht die Unwahrheit gesagt“ habe. Lediglich vollziehbar ausreisepflichtige Asylbewerber sowie Asylbewerber, deren Aufenthaltsberechtigung erloschen sei, sollten zeitnah ausgewiesen werden. Weder eine Vertreibung noch eine Remigration von Menschen mit deutschem Pass oder von Menschen anhand oder aufgrund rassistischer Kriterien sei gefordert oder geplant worden. Das Gericht gab ihm in einer Aussage recht, zwei weitere Behauptungen dürfen weiter verbreitet werden. Weiterhin darf Correctiv schreiben, dass sich Vosgerau auf Nachfrage nicht habe daran erinnern wollen, dass Sellner auch über die Ausbürgerung von deutschen Staatsbürgern gesprochen habe. Zudem darf weiterhin behauptet werden, dass Vosgerau bei den Bedenken bezüglich der Briefwahl mitdiskutierte; dabei wurden „junge Wählerinnen türkischer Herkunft, die sich keine unabhängige Meinung bilden könnten“, problematisiert. Correctiv selbst räumte im Verfahren vor dem Landgericht ein, dass es „zutreffend“ sei, dass „die Teilnehmer*innen nicht über eine rechts-, insbesondere grundgesetzwidrige Verbringung oder Deportation deutscher Staatsbürger gesprochen haben.“
Gegen die Entscheidungen des Landgerichts legte Vosgerau Beschwerde beim Hanseatischen Oberlandesgericht ein. Dieses wies die Beschwerden Ende März 2024 ab. Das Gericht entschied, das Weglassen von Informationen durch Correctiv sei zulässig gewesen, weil dabei kein verzerrtes Bild der Wirklichkeit entstanden sei. In einer zweiten von Vosgerau angegriffenen Passage habe Correctiv zwar eine Falschaussage getätigt, doch entstehe durch diese kein falscher Eindruck. Es sei für die Bewertung unerheblich, ob Correctiv durch nicht angreifbare Meinungsäußerungen die Fehlvorstellung erweckt habe, auf dem Treffen sei über die Ausweisung deutscher Staatsbürger nach rassistischen Kriterien gesprochen worden. Correctiv habe darauf hingewiesen, über eine Diskussion, wie deutsche Staatsbürger ausgewiesen werden könnten, nicht berichtet zu haben.

## Veröffentlichungen (Auswahl)
- Für Recht und Freiheit. In: Die Zeit Nr. 19, 5. Mai 1995, S. 5.
- Freiheit des Glaubens und Systematik des Grundgesetzes: Zum Gewährleistungsgehalt schrankenvorbehaltloser Grundrechte am Beispiel der Glaubens- und Gewissensfreiheit (Dissertation, Freiburg i. Br. 2006). Schriften zum Öffentlichen Recht Bd. 1079, Duncker & Humblot, Berlin 2007, ISBN 978-3-428-12427-5.
- Das Recht der Wirklichkeit – Wirklichkeit als Gegenstand und Herausforderung des Rechts. In: Otto Depenheuer (Hrsg.): Reinheit des Rechts – kategorisches Prinzip oder regulative Idee? Wiesbaden 2010, S. 55–77.
- § 228: Das Selbstbestimmungsrecht des Volkes in der Weltgemeinschaft. In: Josef Isensee, Paul Kirchhof (Hrsg.): Handbuch des Staatsrechts der Bundesrepublik Deutschland Bd. XI, 3. Auflage. 2013, S. 91–109.
- Eine Obergrenze ist rechtlich möglich. In: Rheinische Post, 22. Dezember 2015.
- Herrschaft des Unrechts. In: Cicero Nr. 12/2015, 19. November 2015, S. 92–98.
- Staatliche Gemeinschaft und Staatengemeinschaft: Grundgesetz und Europäische Union im internationalen öffentlichen Recht der Gegenwart (Habilitationsschrift), Jus Publicum Band 225, Mohr Siebeck, Tübingen 2016, ISBN 978-3-16-152435-6.
- Die Herrschaft des Unrechts – Die Asylkrise, die Krise des Verfassungsstaates und die Rolle der Massenmedien. 1. Aufl.: Books on Demand, Norderstedt 2018, ISBN 978-3-7460-7495-5, 2., verb. Aufl.: Rottenburg 2018, ISBN 978-3-86445-621-3.
- Grenzöffnung 2015: Fortgesetzter Rechtsbruch. In: Junge Freiheit, 10. Januar 2020.